# Aço

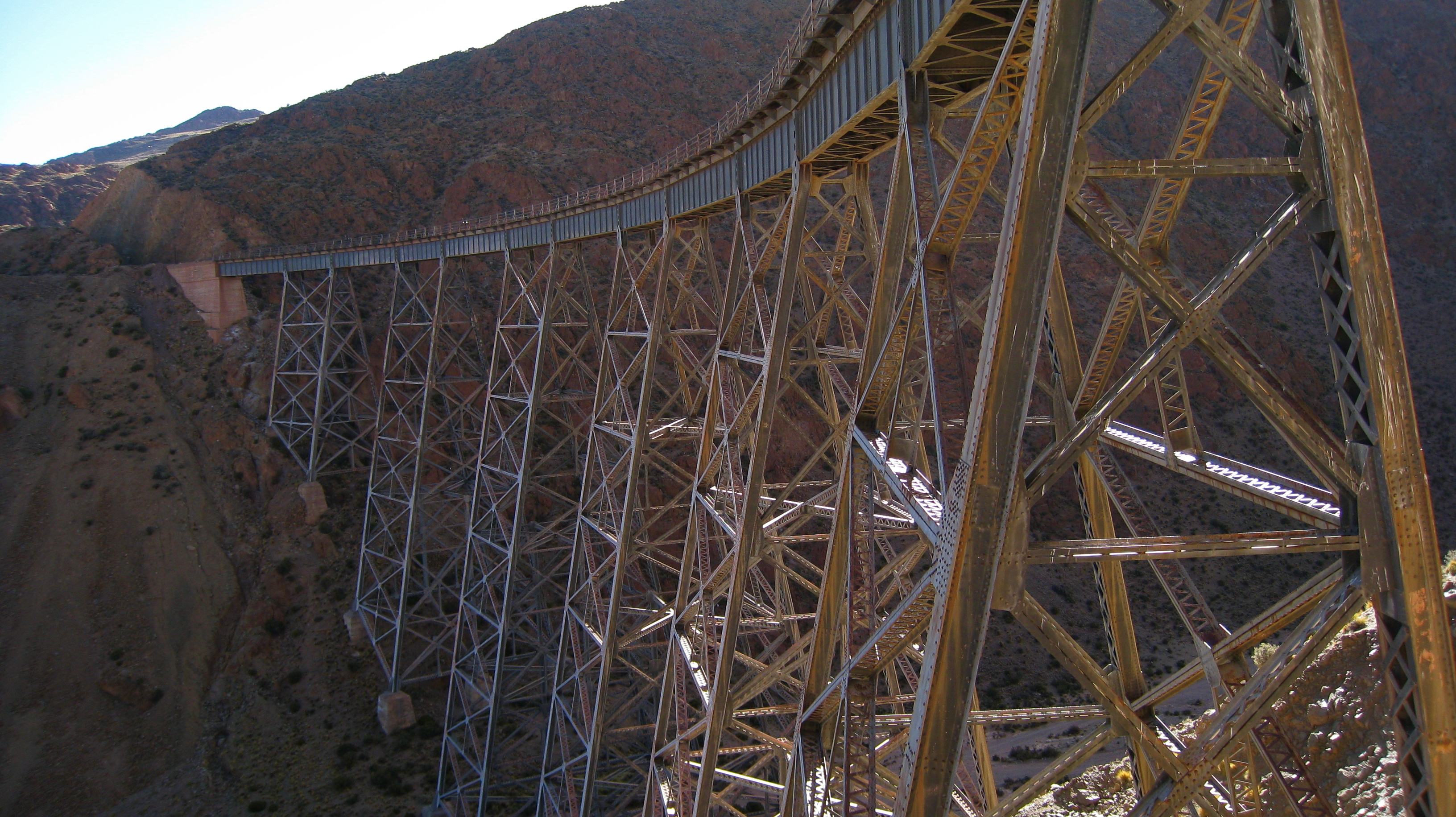
Ponte de aço.

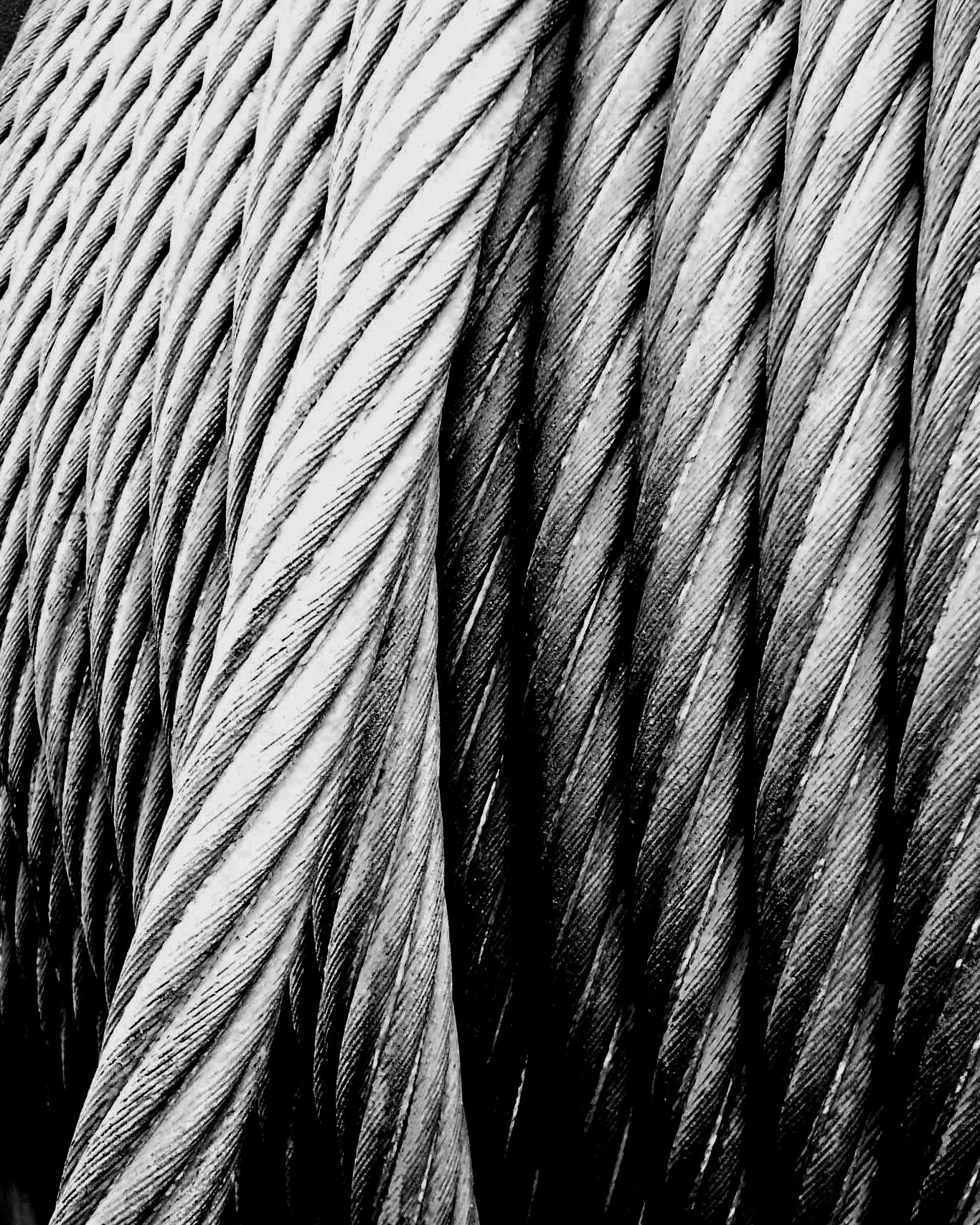
Cabos de aço.

O aço é uma liga metálica formada essencialmente por ferro e carbono, com percentagens deste último variando entre 0,008 e 2,11%. Distingue-se do ferro fundido, que também é uma liga de ferro e carbono, mas com teor de carbono acima de 2,11%. O carbono é um material muito usado nas ligas de ferro, porém varia com o uso de outros elementos como: magnésio, cromo, vanádio, nióbio e tungstênio. O carbono e outros elementos químicos agem com o agente de resistência,  prevenindo o deslocamento em que um átomo de ferro em uma estrutura cristalina passa para outro. A diferença fundamental entre ambos é que o aço, pela sua ductibilidade, é facilmente deformável por forja, laminação e extrusão, enquanto que uma peça em ferro fundido é muito frágil.

## História

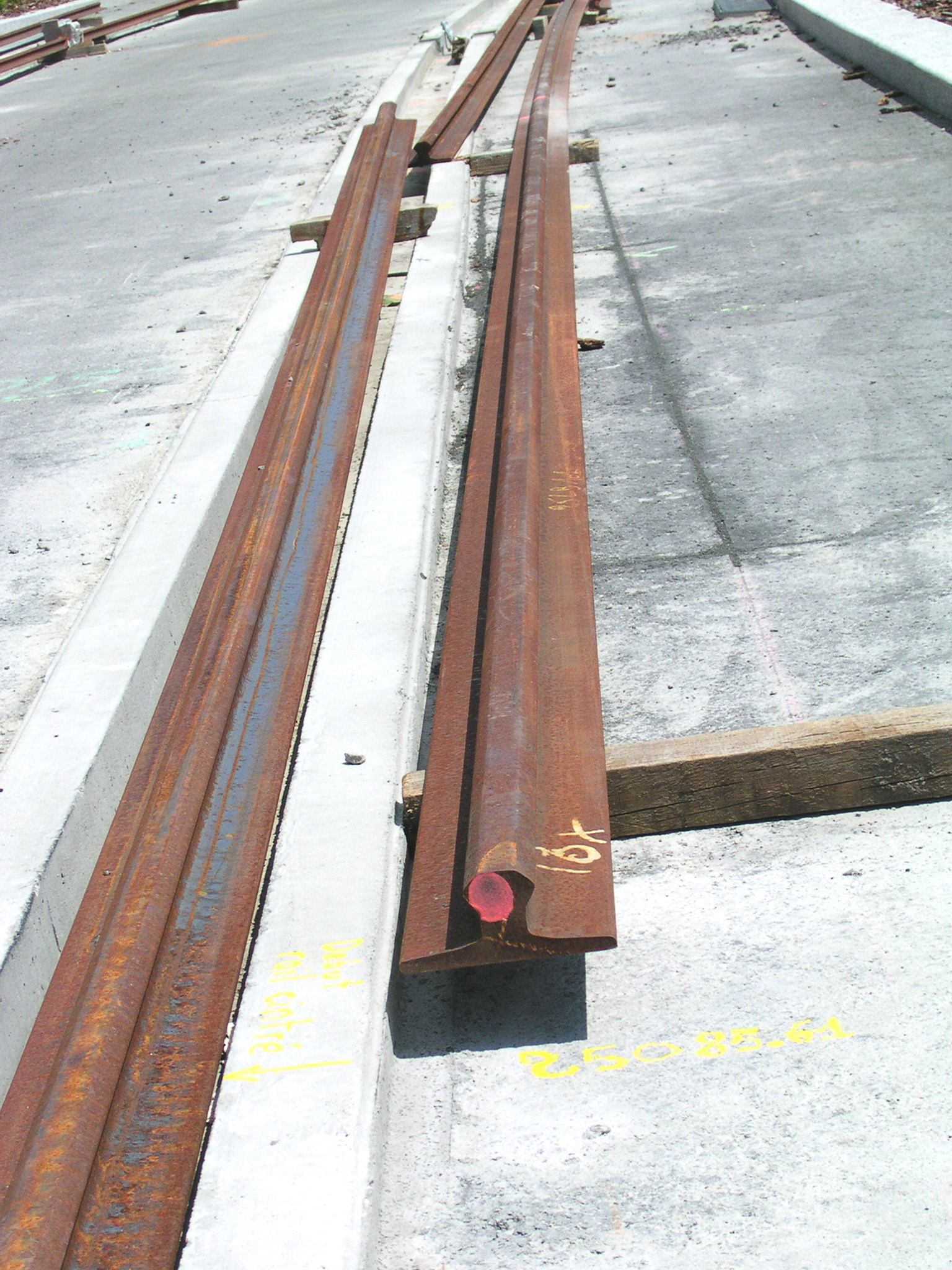
Trilhos de trem produzidos por laminação do aço

A fabricação de ferro teve início na Anatólia, cerca de 2000 a.C., tendo sido a Idade do Ferro plenamente estabelecida por volta de 1000 a.C. Neste período a tecnologia da fabricação do ferro espalhou-se pelo mundo. Em, aproximadamente, 500 a.C. chegou às fronteiras orientais da Europa e por volta de 400 a.C. chegou à China. Os minérios de ferro eram encontrados em abundância na natureza, assim como o carvão. Atualmente a maior quantidade de matéria prima para produção de aço é a sucata proveniente dos resíduos de fabricação industrial.[carece de fontes?] A forma de produção era em pequenos fornos na forma de torrões ou pedaços sólidos, denominados tarugos. Estes, em seguida, eram forjados a quente na forma de barras de ferro trabalhando, possuindo maleabilidade, contendo, entretanto pedaços de escória e carvão. O teor de carbono dos primeiros aços fabricados variava de 0,07% até 0,8% sendo este último considerado um aço de verdade. Os egípcios por volta de 900 a.C. já dominavam processos relativos a tratamentos térmicos nos aços para fabricação de espadas e facas. Como quando o teor de carbono supera 0,3% o material torna-se muito duro e quebradiço caso seja temperado (resfriado bruscamente em água) de uma temperatura acima de 850 °C a 900 °C, eles utilizavam o tratamento denominado revenido que consiste em diminuir a fragilidade minimizando-a por reaquecimento do aço a uma temperatura entre 350 °C e 500 °C.[carece de fontes?]

## Classificação
O aço pode ser classificado das seguintes maneiras:
- Quantidade de carbono em porcentagem;
- Composição química;
- Quanto à constituição microestrutura;
- Quanto à sua aplicação.

A classificação mais comum é de acordo com a composição química, dentre os sistemas de classificação química o SAE é o mais utilizado, e adota a notação ABXX, em que AB se refere a elementos de liga adicionados intencionalmente, e XX ao percentual em peso de carbono multiplicado por cem.
Além dos componentes principais indicados, o aço incorpora outros elementos químicos, alguns prejudiciais, provenientes da sucata, do mineral ou do combustível empregue no processo de fabricação, como o enxofre e o fósforo. Outros são adicionados intencionalmente para melhorar algumas características do aço para aumentar a sua resistência, ductibilidade, dureza ou outra, ou para facilitar algum processo de fabrico, como usinabilidade, é o caso de elementos de liga como o níquel, o cromo, o molibdênio e outros.
No aço comum o teor de impurezas (elementos além do ferro e do carbono) estará sempre abaixo dos 2%. Acima dos 2 até 5% de outros elementos já pode ser considerado aço de baixa-liga, acima de 5% é considerado de alta-liga. O enxofre e o fósforo são elementos prejudicais ao aço pois acabam por intervir nas suas propriedades físicas, deixando-o quebradiço. Dependendo das exigências cobradas, o controle sobre as impurezas pode ser menos rigoroso ou então podem pedir o uso de um antissulfurante como o magnésio e outros elementos de liga benéficos. Existe uma classe de aços carbono, conhecida como aços de fácil usinabilidade, que contém teores mínimos de fósforo e enxofre. Estes dois elementos proporcionam um melhor corte das ferramentas de usinagem, promovendo a quebra do cavaco e evitando a aderência do mesmo na ferramenta. estes aços são utilizados quando as propriedades de usinabilidade são prioritárias, em relação as propriedades mecânicas e microestruturais, (peças de baixa responsabilidade).
O aço inoxidável é um aço de alta-liga com teores de cromo e de níquel em altas doses (que ultrapassam 20%). Os aços inoxidáveis podem ser divididos em três categorias principais: aços inoxidáveis austeníticos, os quais contém elevados teores de cromo e níquel, os aços inoxidáveis martensíticos, que contém elevado teor de cromo, com baixo teor de níquel e teor de carbono suficiente para se alcançar durezas médias ou altas no tratamento térmico de têmpera, e os aços inoxidáveis ferríticos, que contém elevado teor de cromo e baixos teores de níquel e carbono. Este último e o tipo austenítico não podem ser temperados.

## Utilização
O aço é atualmente a mais importante liga metálica, sendo empregue de forma intensiva em numerosas aplicações tais como máquinas, ferramentas, em construção, etc. Entretanto, a sua utilização está condicionada a determinadas aplicações devido a vantagens técnicas que oferecem outros materiais como o alumínio no transporte por sua maior leveza e na construção por sua maior resistência a corrosão, o cimento (mesmo combinado com o aço) pela sua maior resistência ao fogo e a cerâmica em aplicações que necessitem de elevadas temperaturas.
Ainda assim, atualmente emprega-se o aço devido a sua nítida superioridade frente às demais ligas considerando-se o seu preço. Já que:
- Existem numerosas jazidas de minerais de ferro suficientemente ricas, puras e fáceis de explorar, além da possibilidade de reciclar a sucata;
- Os procedimentos de fabricação são relativamente simples e económicos, e são chamados de aciaria. Os aços podem ser fabricados por processo de aciaria eléctrica , onde se utiliza eléctrodos e processo de aciaria LD, onde se utiliza sopro de oxigénio no metal líquido por meio de uma lança;
- Apresentam uma interessante combinação de propriedades mecânicas que podem ser modificados dentro de uma ampla faixa variando-se os componentes da liga e as suas quantidades, mediante a aplicação de tratamentos;
- A sua plasticidade permite obter peças de formas geométricas complexas com relativa facilidade;
- A experiência acumulada na sua utilização permite realizar previsões de seu comportamento, reduzindo custos de projetos e prazos de colocação no mercado.

Tal é a importância industrial deste material que a sua metalurgia recebe a denominação especial de siderurgia, e a sua influência no desenvolvimento humano foi tão importante que uma parte da história da humanidade foi denominada Idade do Ferro, que se iniciou em 3500 a.C., e que, de certa forma, ainda perdura.

## Indústria siderúrgica
Hoje é comum falar sobre "o ferro e o aço", como se fossem uma coisa só, mas historicamente eles são produtos diferentes. A indústria siderúrgica é frequentemente considerada como um indicador de progresso econômico, devido ao papel crucial desempenhado pelo aço na infra-estrutura e no desenvolvimento econômico global.
O boom econômico na China e na Índia causou um grande aumento na demanda por aço nos últimos anos. Entre 2000 e 2005, a demanda mundial por aço aumentou 6%. Desde 2000, várias empresas de aço, indianas e chinesas, ganharam notoriedade como a Tata Steel (que comprou a Corus em 2007), a Shanghai Baosteel Group Corporation e a Shagang Group. ArcelorMittal é, no entanto, a maior produtora de aço do mundo.

## Produção mundial
| 1.  | China          | 996,3 |
| 2.  | Índia          | 111,2 |
| 3.  | Japão          | 99,3  |
| 4.  | Estados Unidos | 87,9  |
| 5.  | Rússia         | 71,6  |
| 6.  | Coreia do Sul  | 71,4  |
| 7.  | Alemanha       | 39,7  |
| 8.  | Turquia        | 33,7  |
| 9.  | Brasil         | 32,2  |
| 10. | Irão           | 31,9  |
| 11. | Itália         | 23,2  |
| 12. | Taiwan         | 22,1  |
| 13. | Ucrânia        | 20,8  |
| 14. | Vietname       | 20,1  |
| 15. | México         | 18,6  |
| 16. | França         | 14,5  |
| 17. | Espanha        | 13,6  |
| 18. | Canadá         | 12,8  |
| 19. | Polónia        | 9,1   |
| 20. | Bangladesh     | 9,0   |

Fontes: WorldSteel 1Worldsteel 2.

## Normas brasileiras de aplicação
- NBR 5889 - Aço fundido e ferro fundido – Coleta de amostras – Método de ensaio[5]
- NBR 6152 – Materiais metálicos – Determinação das propriedades mecânicas a tração – Método de ensaio
- NBR 6157 – Materiais metálicos – Determinação de resistência ao impacto em corpo-de-prova entalhados simplesmente apoiados – Método de ensaio
- NBR 6215 – Produtos siderúrgicos – Terminologia
- NBR 6444 – Ensaio não destrutivo – Terminologia
- NBR 6645 – Peça bruta de aço fundido – Afastamento dimensionais – Padronização
- NBR 8653 – Metalografia e tratamentos térmicos e termoquímicos das ligas ferro carbono –terminologia
- NBR 4589 - Origem

## Propriedades
As propriedades do aço podem variar de acordo com sua composição química e teor de carbono, garantido uma grande diversidade de aplicações práticas.

O aço apresenta um comportamento dúctil com regimes de deformação elástica e plástica.

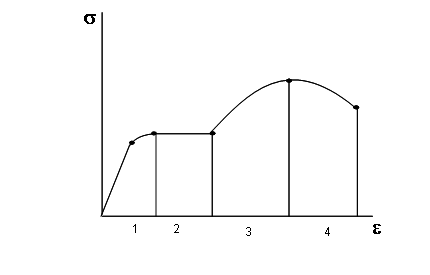
Diagrama tensão-deformação típico do aço (sem escala).

Até certo nível de tensão aplicada, o material trabalha no regime elástico-linear, onde a constante de proporcionalidade é denominada módulo de deformação longitudinal ou módulo de elasticidade. Ultrapassado o limite de proporcionalidade, tem lugar a fase plástica, na qual ocorrem deformações crescentes sem variação de tensão (patamar de escoamento). O valor constante dessa tensão é a mais importante característica dos aços estruturais e é denominada resistência ao escoamento. O valor máximo da tensão antes da ruptura (ponto mais alto do diagrama tensão, deformação) é denominado resistência à ruptura do material.
Os diversos tipos de aço são classificados e denominados por normas nacionais (NBR) e internacionais (ASTM) de acordo com sua aplicação e propriedades mecânicas (principalmente a resistência ao escoamento e resistência à ruptura, no caso de aços estruturais).Com isso o ferro (ou Aço ) Se torna Mais forte
A propriedades médias de um aço com 0,2% de carbono em peso giram em torno de:
- Massa volumétricaː 7 860 kg/m³ (ou 7,86 g/cm³)
- Coeficiente de expansão térmica: 11,7 10−6 (C°)−1
- Condutividade térmica: 52,9 W/m-K
- Calor específico: 486 J/kg-K
- Resistividade elétrica: 1,6 10−7Ωm
- Módulo de elasticidade (Módulo de Young) Longitudinal: 210 GPa
- Módulo de elasticidade (Módulo de Young) transversal: 80 GPa
- Coeficiente de Poisson: 0,3
- Limite de escoamento: 210 MPa
- Limite de resistência à tração: 380 MPa
- Alongamento: 25%[6]